# جبل ولينغتون (نيوزلندا)
جبل ولينغتون هو عبارة عن قمة وضاحية في مدينة أوكلاند، نيوزلاند، كان يسمى من قبل الشعب الماوري (السكان الاصليين للجزيرة) باسم ماونجاري (Maungarei) أو جبل التل، ثم سمي بعد ذلك من قبل المستعمرين باسم ولينغتون نسبة للقائد البريطاني دوق ولينغتون.

## القمة
يبلغ ارتفاع جبل ولينغتون 137 متر من الكتل البركانية الواقعة في حقل أوكلاند البركاني في مدينة أوكلاند في نيوزيلندا ، ويعتبر حقل أوكلاند البركاني اصغر الحقول البركانية التي تشكلت منذ آلاف السنين أي قبل نحو 9000 سنة مضت.

## الضاحية

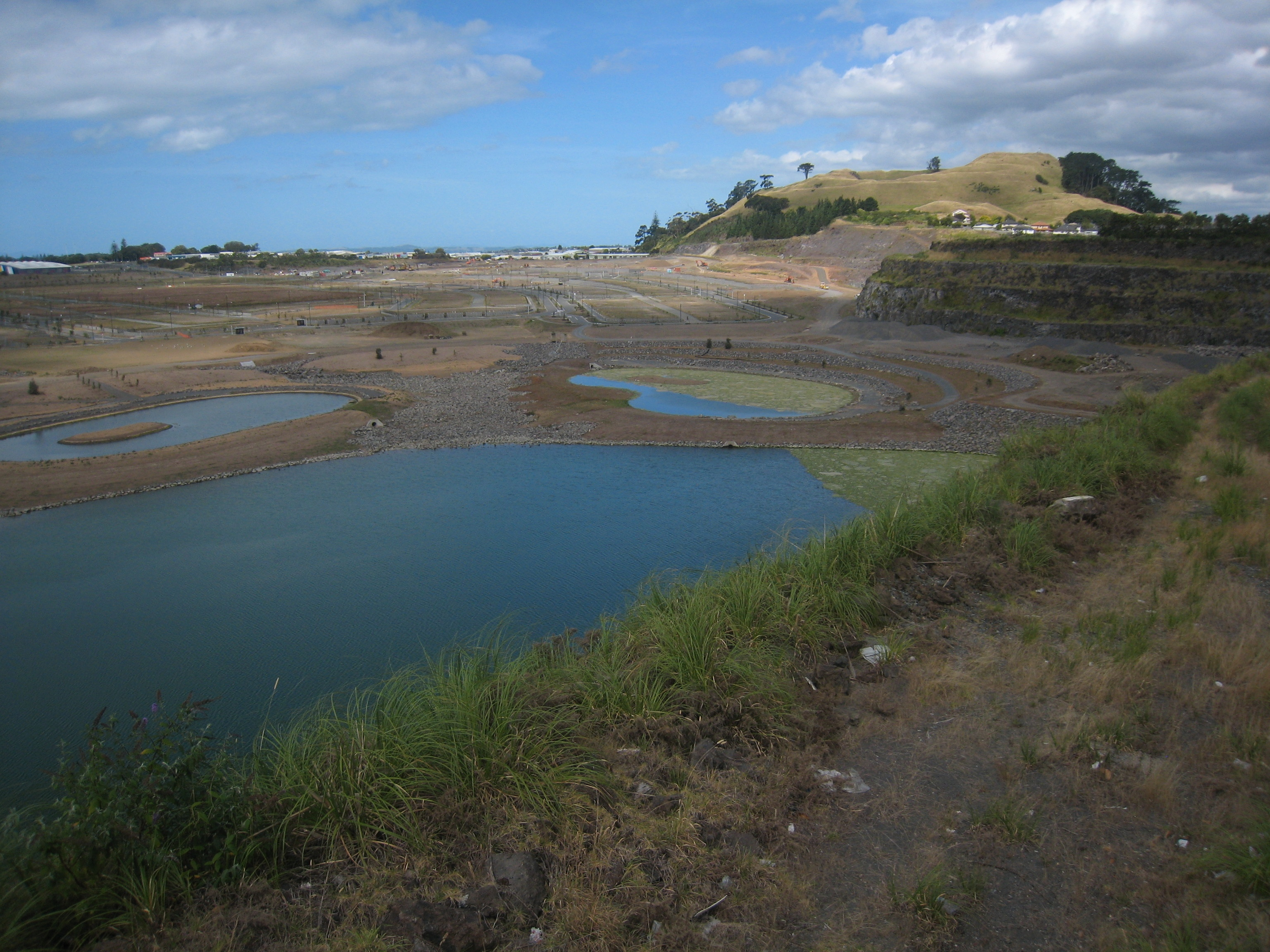
ضاحية جبل ولينغتون

يطلق على الضاحية اسم ضاحية القمة المحيطة ويطلق عليها أيضا ضحية جبل ولينغتون، تقع على بعد 10 كيلومترات إلى الجنوب الشرقي من وسط المدينة أوكلاند وتحيط ضاحية جبل ولينغتون بضواحي أخرى كضاحية تاماكي، بانمور، بينروز، اليرسلي وذلك عن طريق نهر تاماكي، وكما تخدم المدارس الثانوية والكليات الحكومية منطقة الضاحية وتشمل كلية القديس بطرس، وكلية سلوين.

## التعليم
تحوي الضاحية على ثلاث مدارس لتعليم الدارسين وهي:
1. مدرسة شارع بيلي (Bailey Road School)
2. مدرسة شارع ستانهوب (Stanhope Road School)
3. مدرسة حديقة سلفيا (Sylvia Park School)[1]

## انظر لأيضا
- جبل ولينغتون (كولومبيا البريطانية)

## وصلات خارجية
- Mount Wellington on Google Maps
- Stanhope school
- Sylvia Park School